# برنار کورتوی
برنار کورتوی (فرانسوی: Bernard Courtois‎؛ زاده ۸ فوریهٔ ۱۷۷۷ - درگذشته ۲۷ سپتامبر ۱۸۳۸) یک شیمی‌دان اهل فرانسه که در سال ۱۸۱۱ عنصر ید کشف نمود.